# Francis Polkinghorne Pascoe
Francis Polkinghorne Pascoe (Penzance, Cornwall, Engleska, UK, 1. rujna 1813. – 20. lipnja 1893.) bio je engleski entomolog koji se uglavnom zanimao za kukce Coleoptera, poznatije kao kornjaši.

## Životopis
Rođen je u Penzanceu u Cornwallu, a školovao se u bolnici St. Bartholomew's u Londonu. Bio je kirurg u mornarici, a služio je na australskim, zapadnoindijskim i sredozemnim postajama. Oženio se gospođicom Mary Glasson iz Cornwalla i nastanio se u Trewhiddleu blizu St. Austella, gdje se na imanju njegove supruge proizvodio kaolinit. Nakon što je 1851. ostao udovac, nastanio se u Londonu, posvetivši se posebno prirodoslovlju i entomologiji. Rezultati putovanja po Europi, sjevernoj Africi i Amazonskoj prašumi s ciljem prikupljanja uzoraka bili su loši, a Pascoe je uglavnom radio na kukcima koje su sakupili drugi. U njegovim entomološkim radovima popisane su i opisane vrste koje su sakupili Alfred Russel Wallace (u Longicornia Malayana), Robert Templeton i drugi sakupljači koji nisu bili toliko plodni kao autori sistematske entomologije. Postao je članom Entomološkog društva 1854. godine, bio je predsjednik od 1864. do 1865. godine, član Société Entomologique de France, a pripadao je belgijskom i Stettinovom društvu. Također je bio član Linneanskog društva (izabran 1852.) i bio je u Vijeću Rayovog društva. Njegovih 2500 vrsta nalazi se u Prirodoslovnom muzeju u Londonu.
Pascoe je prihvatio činjenicu evolucije, ali bio je protivnik ideje prirodnog odabira.

## Znanstveni radovi
- 1858 On new genera and species of longicorn Coleoptera. Part III Trans. Entomol. Soc. London, (2)4:236–266.
- 1859 On some new genera and species of longicorn Coleoptera. Part IV.Trans.Entomol. Soc. London, (2)5:12–61.
- 1860 Notices of new or little-known genera and species of Coleoptera. J.Entomol., 1(1):36–64.
- 1860 Notices of new or little-known genera and species of Coleoptera, pt.II. J. Entomol., 1(2):98–131.
- 1862 Notices of new or little-known genera and species of Coleoptera. J.Entomol., 1:319–370.
- 1864–1869 Longicornia Malayana; or a descriptive catalogue of the species of the three longicorn families Lamiidae, Cerambycidae and Prionidae collected by Mr. A. R. Wallace in the Malay Archipelago. Trans.Entomol. Soc. London, (3)3:17-12.
- 1866 List of the Longicornia collected by the late Mr. P. Bouchard, at Santa Marta. Trans. Entomol. Soc. London, 5(3):279–296.
- 1867 Diagnostic characters of some new genera and species of Prionidae.Ann. Mag. Nat. Hist., (3)19:410–413
- 1875 Notes on Coleoptera, with descriptions of new genera and species. Part III. Ann. Mag. Nat. Hist., (4)15:59–73.
- 1884 Notes on Natural Selection and the Origin of Species. Taylor & Francis.
- 1885 List of British Vertebrate Animals. Taylor & Francis.
- 1890 The Darwinian Theory of the Origin of Species. Gurney & Jackson.